# Escudo de la Villa de Calabozo
El escudo de la Villa de Calabozo tiene su origen en la ciudad de Calabozo, ubicada en el estado Guárico, Venezuela. Su creación data del 19 de agosto de 1773, cuando el Consejo de Indias aprobó un dictamen del Fiscal y ordenó que se remitiera su resolución a Su Majestad para su aprobación. En dicha resolución, se indicaba que el apoderado de la Villa debía presentar un diseño para la divisa o escudo de armas de la localidad.
El 18 de noviembre de 1773, el Condado de Vallellano, entonces Secretario del Supremo Consejo de Indias, informó al apoderado de Calabozo, Gómez Cos, sobre la concesión del título y privilegio de Villa, solicitándole que presentara el diseño del escudo. Seis días después, el apoderado entregó el diseño requerido.
Dada la premura para cumplir con el encargo, es probable que Gómez Cos recurriera a algún memorialista con conocimientos de heráldica, que no eran escasos en la corte de Madrid de la época. Sin embargo, la falta de familiaridad con las características específicas de la región de Calabozo resultó en un escudo genérico, que bien podría haber sido aplicado a cualquier localidad europea.
El escudo presentaba, en el centro de un campo de oro, la figura de una villa real rodeada de murallas, con una puerta principal al frente. Dentro de estas murallas se elevaban construcciones altas con torres, un escudo real y una iglesia de puntiagudos campanarios. En los alrededores, aparecían estilizados árboles, entre los cuales se vislumbraba a lo lejos la silueta de dos montañas elevadas. En primer plano, se mostraban rebaños de ganado en color natural, compuestos por ovejas y cabras, junto con un pastor vestido a la usanza de la época, tocando una zampoña o caramillo. Como ornamentos exteriores, el escudo incluía una corona real como timbre y dos leones tenantes a los costados.
Este diseño, aunque elegante, resultaba completamente ajeno a la realidad de la rústica y cálida Villa de Calabozo, que se erigía en medio de la vasta llanura venezolana. Los elementos representados, como las murallas, los campanarios agudos, el pastor y el paisaje, reflejaban una imagen más apropiada para una villa europea que para el entorno natural y cultural de la región de Los Llanos.